# Kosicze (gmina)
Kosicze – dawna gmina wiejska istniejąca do 1939 roku w woj. poleskim (obecnie na Białorusi). Siedzibą gminy były Czernie I (Czernie I miały 180 mieszk. w 1921 roku).
W okresie międzywojennym gmina Kosicze należała do powiatu brzeskiego w woj. poleskim.
1 stycznia 1926 do Kosicze przyłączono wieś Wieluń z gminy Zbirogi w powiecie kobryńskim.
12 kwietnia 1928 roku do gminy Kosicze przyłączono kolejną część obszaru gminy Zbirohi (miejscowości-wsie: Bujaki, Charytony, Gotowicze, Karabany, Lidymy, Maksymy, Oczki, Smolany, Sycze, Wietoszki, Wołoski, Zalesie, Zabrzezie, Zbirohi, folwarki: Bujaki, Popławy, Smolin, osadę Smolin Janowski oraz kolonię Makasy)  w powiecie kobryńskim.
21 czerwca 1929 roku część obszarów gminy Kosicze przyłączono do miasta Brześcia:
- zachodnio-północną część przedmieścia grajewskiego wraz z przylegającemi doń gruntami ornemi i łąkami w uroczyskach: Rezy Poprzeczne, Rezy Szpitalne, Dworczyk, Żabie Błoto; rozparcelowane z majątku Brzozówka tereny budowlane "Spółdzielczego Stowarzyszenia mieszkaniowego pracowników kolejowych"; przedmieście Kijowskie z terenami położonemi na północ i wschód a mianowicie kolonją Brzozowską, gruntami włościan wsi Brzozówka, Huźnia i Szpanowicze oraz terenami osad wojskowych; przedmieście Szpanowicze.

29 listopada 1933 roku część obszarów gminy Kosicze przyłączono do miasta Brześcia. 
- obszar stanowiący północną część twierdzy brzeskiej (wyspa Północna) o powierzchni 343 ha 6.541 m2, określony granicą, zaczynającą się na prawym brzegu rzeki Bug poniżej mostu kolejowego szlaku Brześć-Warszawa kopcem bez numeru, obejmując kopce od Nr. 4 do 22 włócznie. Od kopca bez numeru nad rzeką Bug po kopiec Nr. 15 biegnie granica w ogólnym kierunku północno-wschodnimi między kopcem Nr. 11 a 15 biegnie linją łamaną, następnie zbacza w kierunku południowo-wschodnim poprzez kopce Nr. 16 do 22, który to kopiec jest granicznym kopcem m. Brześć n/B. rejonu twierdzy i gminy Kosicze.

Po wojnie obszar gminy Kosicze wszedł w struktury administracyjne Związku Radzieckiego.